# Albertyzm
Albertyzm – system filozoficzny oparty na poglądach św. Alberta Wielkiego.
Jako kierunek zaznaczył się w kręgu paryskim w XV wieku. Jan z Maisonneuve wyodrębnił z doktryny Alberta Wielkiego istotne składniki neoplatońskie, jednocześnie opowiadając się przeciwko tomizmowi, skotyzmowi i ockhamizmowi. Badania Jana kontynuował w Kolonii Heimeryk de Campo. W Polsce albertyzm obecny był w filozofii Jakuba z Gostynina i Jana z Głogowa z Akademii Krakowskiej.